# دهستان گاوینه‌رود
دهستان گاوینه‌رود، یکی از دهستان‌های بخش صومعه شهرستان ترکمانچای در استان آذربایجان شرقی ایران است. مرکز این دهستان، روستای گاوینه‌رود است.

## جمعیت
بر پایه سرشماری عمومی نفوس و مسکن در سال ۱۳۹۵، جمعیت دهستان گاوینه‌رود برابر با ۲٬۲۴۳ نفر بوده است.